# Wide Quad Super eXtended Graphics Array
 (octobre 2024).
Si vous disposez d'ouvrages ou d'articles de référence ou si vous connaissez des sites web de qualité traitant du thème abordé ici, merci de compléter l'article en donnant les références utiles à sa vérifiabilité et en les liant à la section « Notes et références ».
 (novembre 2022).
Le WQSXGA ou Wide Quad Super eXtended Graphics Array est une norme d'affichage correspondant à un QSXGA large dont la définition est de 3 200×2 048 pixels, soit 6 553 600 pixels.
Dans le cadre des moniteurs, la proportion de l'écran est de 25/16 (largeur / hauteur) ; c’est-à-dire que la largeur est 1,5625 fois plus grande que la hauteur.